# Tajar Zavalani
Tajar Zavalani też jako: Thomas-Henry Zavalani (ur. 15 sierpnia 1903 w Monastirze, zm. 19 sierpnia 1966 w Wielkiej Brytanii) – albański pisarz, dziennikarz, historyk i tłumacz.

## Życiorys
Syn działacza narodowego Fehima i Qerime z d. Frashëri. Kształcił się w szkole francuskiej w Monastirze, a w czasie I wojny światowej kontynuował naukę w liceum francuskim w Salonikach. Do Albanii przyjechał w roku 1922 i podjął pracę w ministerstwie spraw zagranicznych. Był sekretarzem komisji d.s. delimitacji granic Albanii, kierowanej przez Ali Paszę Kolonję, a także sekretarzem poselstwa albańskiego w Rzymie. Związany z radykalną organizacją Bashkimi (Jedność) w czerwcu 1924 wziął udział w zamachu stanu, który doprowadził do przejęcia władzy przez zwolenników Fana Noliego. Po upadku rządu Noliego w grudniu 1924 Zavalani wyemigrował do Włoch, a następnie do Moskwy jako członek grupy młodych Albańczyków, którzy skierowani przez organizację KONARE podjęli studia w uczelniach radzieckich. Studiował na Uniwersytecie Komunistycznym w Leningradzie, a w 1929 powrócił do Moskwy, gdzie odbywał studia ekonomiczne. W 1930 dokonał wspólnie z Sejfullą Malëshovą tłumaczenia podstawowych dokumentów ruchu komunistycznego, w tym Manifestu komunistycznego na język albański
W listopadzie 1930 wyjechał z ZSRR i zamieszkał w Berlinie, a następnie w Leysin (Szwajcaria), gdzie leczył się z powodu gruźlicy. Powrócił do Albanii w styczniu 1933 i podjął pracę jako publicysta i tłumacz literatury francuskiej i rosyjskiej. Razem z Branko Merxhanim, Vangjelem Koçą i Nebilem Çiką był zaliczany do grupy młodych - radykalnych intelektualistów poddających krytyce panujące w Albanii stosunki społeczne i rządy elity wywodzącej się z czasów osmańskich. Jedno z jego tłumaczeń - powieść Matka Gorkiego została objęta zapisem cenzury i nie doczekała się publikacji. W 1935 objął stanowisko dyrektora liceum państwowego w Tiranie. W tym czasie objął kierownictwo Towarzystwa Literackiego Vllaznija. Po śmierci brata Hysena (który pozostał w ZSRR i w 1938 został rozstrzelany) radykalnie zmienił swoje poglądy stając się zagorzałym antykomunistą. Pod koniec lat 30. kierował wydziałem statystyki w ministerstwie finansów.
Po inwazji Włoch na Albanię w kwietniu 1939, Zavalani został internowany we Włoszech, skąd udało mu się uciec do Szwajcarii, skąd przez Francję przedostał się do Wielkiej Brytanii. Tam też spotkał się z przebywającym na wygnaniu królem Zogiem I. Od listopada 1940 pracował w sekcji albańskiej rozgłośni BBC, z którą związał się do końca życia. Od 1941 kierował brytyjskim oddziałem organizacji Shqipëria e Lirë (Wolna Albania), założonej w Bostonie przez Kostandina Çekreziego. W czasie wojny próbował uzyskać poparcie polityków brytyjskich na rzecz odbudowy niepodległej Albanii po wojnie. Zmarł w 1966, w wyniku obrażeń odniesionych w wypadku samochodowym. W 1998 nakładem wydawnictwa Phoenix ukazał się wybór listów Zavalaniego, w opracowaniu Ndriçima Kulli.
Był żonaty (w 1936 poślubił Marię Selmę, córkę Kahremana Vrioniego).

## Pamięć
W styczniu 2024 w Bibliotece Narodowej w Tiranie, w 120 rocznicę urodzin odsłonięto wystawę poświęconą Tajarowi Zavalaniemu. Imię Zavalaniego nosi jedna z ulic w tirańskiej dzielnicy Babrruje.

## Twórczość
- 1951: How Strong Is Russia (wyd. Londyn)
- 1957-1963: Histori e Shqipnis  (2 tomy, wyd. Londyn)
- 1997: Land of Eagles (wyd. Londyn)
- 1998: Misioni i shekullit XX (wyd. Tirana)
- 2018: Ditar : (1942-1944) : (dhe shkrime të tjera) (wyd. Prisztina)